# Agathe Bonitzer

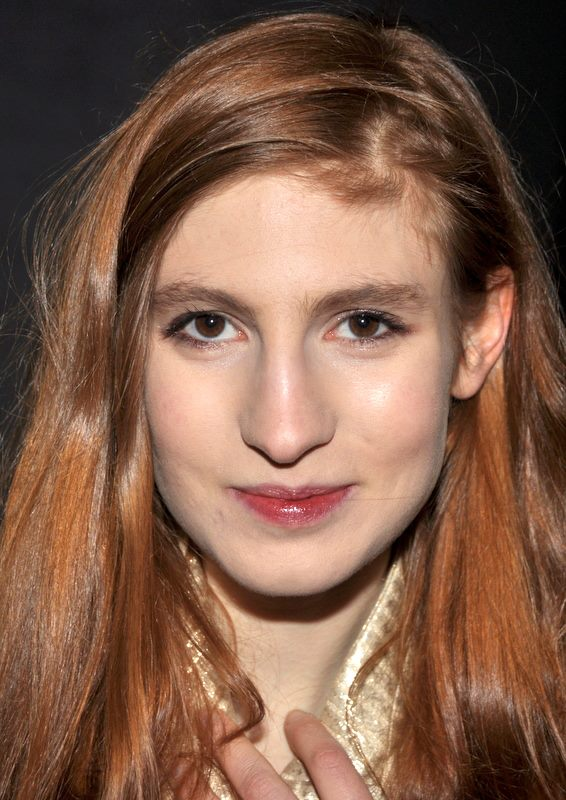
Agathe Bonitzer (2013)

Agathe Judith Doris Bonitzer (* 24. April 1989 in Paris) ist eine französische Schauspielerin.

## Leben
Agathe Bonitzer ist die Tochter der französischen Filmemacher Pascal Bonitzer und Sophie Fillières und Nichte von Hélène Fillières (Schauspielerin). Obwohl sie bereits in der 1996 erschienenen und von Raoul Ruiz inszenierten Krimikomödie Drei Leben und ein Tod an der Seite von Marcello Mastroianni, Anna Galiena und Marisa Paredes auf der Leinwand debütierte, entschloss sich Bonitzer erst im Alter von 12 Jahren endgültig für die Schauspielerei. Sie studierte Schauspiel am Cours de théâtre au Conservatoire Érik-Satie und hatte 2003 in dem von ihrem Vater inszenierten Drama Kleine Wunden ihren zweiten Leinwandauftritt.

## Filmografie (Auswahl)
- 1996: Drei Leben und ein Tod (Trois vies & une seule mort)
- 2003: Gefühlsverwirrungen (Les sentiments)
- 2003: Kleine Wunden (Petites coupures)
- 2006: Ich denk’ an euch (Je pense à vous)
- 2008: Das schöne Mädchen (La belle personne)
- 2009: Zu zweit ist es leichter (À deux c’est plus facile)
- 2010: Flaschenpost vor Gaza (Une bouteille à la mer)
- 2012: À moi seule
- 2012: Die schlafende Stadt (Je suis une ville endormie)
- 2012: Zwischen allen Stühlen (Cherchez Hortense)
- 2013: Unter dem Regenbogen (Au bout du conte)[1]
- 2013: Die Nonne (La religieuse)
- 2014: Valentin Valentin
- 2017: Brennende Sonne (Soleil battant)
- 2019: Osmosis (Fernsehserie)
- 2019: Isadoras Kinder (Les Enfants d'Isadora)
- 2023: Music
- 2023: Maria Montessori (La nouvelle femme)